# 皮烏斯·恩佐
皮烏斯·恩佐（Pius Njawé，1957年3月4日—2010年7月12日）是一個喀麥隆記者和報社《信使》（Le Messager）的董事。生前因報導禁止內容而遭逮捕逾100次。因此，恩佐亦獲得了數個新聞自由獎項，其中包括1991年的国际新闻自由奖和1993年的自由新聞金筆獎。於2000年，恩佐成為了國際新聞學會的50個世界新聞自由英雄之一。恩佐在2010年死於車禍。在恩佐的訃文中，《紐約時報》將他描述為「一個反對保羅·比亞專制政權的象徵」。

## 生平
皮烏斯·恩佐生於1957年3月4日，地點為喀麥隆巴布恩圖。恩佐在孩童時期已經要在大街上售賣報紙以賺取收入。之後，恩佐加入了國營報社《政府憲報》以及《杜阿拉快報》。於1979年，恩佐創立了喀麥隆首個獨立私人報社《信使》。
《信使》很快就因批評長期任職總統的保羅·比亞而聞名，且同時受政府關注。恩佐於1981年首次被捕，繼後被逮捕了共125次。於1990年，《信使》因報導喀麥隆的一次騷亂而被警察查封。同年，恩佐因寫了一封批評總統比亞的公開信而再次遭逮捕。
《信使》於1992年被政府禁止出版，迫使恩佐短暫地流亡至貝寧。在貝寧，他繼續出版報紙來抨擊保羅·比亞。於1993年2月，恩佐回到喀麥隆，並被政府控告毒品交易、偽造和煽動叛亂罪。同年3月，佐成立了喀麥隆新聞自由組織。於1996年，他被以「侮辱總統和國民議會成員」罪名收監。
於1998年，因《信使》刊登了一篇關於保羅·比亞有心臟問題的報導而使恩佐被監禁2年。此報導後來被收回，且在人權組織的施壓下，恩佐終於在被監禁一年後獲釋。據報導，他的妻子在此期間因遭獄警虐待而流產。恩佐亦寫了一本關於他在監獄的經驗，名為《囚徒的筆記》，並於1998年出版。
於2002年9月，恩佐的妻子於一場車禍中喪生，使恩佐創立了一個關於道路安全的組織。另外，皮烏斯·恩佐亦擁有八個兒女。在他於一場車禍中喪生前一陣子，恩佐告訴了一位訪問者：「一個文字可以比一個武器強大得多，而我亦相信透過文字，我們可以建設一個更美好的世界並讓人更快樂。那麼，為什麼我們在肩負責任時放棄呢？在我實現我的使命前，除了上帝，非洲中，以至世界上，都沒有一個人能令我們安靜」。

## 獎項
於1991年，恩佐獲頒国际新闻自由奖。兩年後，恩佐獲得了自由新聞金筆獎。於2000年，恩佐成為了國際新聞學會的五十個世界新聞自由英雄之一。國際新聞學會把他描述為「喀麥隆最陷入困境的記者和非洲的最勇敢的新聞自由戰士」。

## 死亡
於2010年7月12日，恩佐在弗吉尼亞州切薩皮克乘搭的汽車被一輛貨車撞上，而他亦因此喪生。
國際思想交流自由組織把他譽為“新聞自由的火炬手”。而無國界記者亦指出「恩佐為每個報社的自由而鬥爭。我們不會忘記他，例如他在1992年與我們一起到訪薩拉熱窩，並支援當地唯一一個戰時仍堅持出版的報社《解放》」。